# The Russians Are Coming, the Russians Are Coming
The Russians Are Coming, the Russians Are Coming (bra: Os Russos Estão Chegando! Os Russos Estão Chegando!; prt: Vêm Aí os Russos, ou Vêm Aí os Russos, Vêm Aí os Russos) é um filme estadunidense de 1966, do gênero comédia de guerra, dirigido por Norman Jewison, com roteiro de William Rose baseado no romance The Off-Islanders, de Nathaniel Benchley.

## Elenco
- Alan Arkin — tenente Rozanov
- Carl Reiner — Walt Whittaker
- Eva Marie Saint — Elspeth Whittaker
- Brian Keith — chefe de polícia Link Mattocks
- Jonathan Winters — oficial Norman Jones
- Paul Ford — Fendall Hawkins
- Theodore Bikel — capitão russo
- Tessie O'Shea — Alice Foss (telefonista)
- John Phillip Law — Alexei Kolchin
- Ben Blue — Luther Grilk
- Don Keefer — Irving Christiansen
- Andrea Dromm — Alison Palmer
- Sheldon Collins — Pete Whittaker
- Guy Raymond — Lester Tilly
- Cliff Norton — Charlie Hinkson
- Michael J. Pollard — Stanley, mecânico de avião
- Richard Schaal — Oscar Maxwell
- Milos Milos — Lysenko
- Cindy Putnam — Annie Whittaker

## Sinopse
Sem intenções bélicas, um militar soviético decide levar seu submarino até a costa dos Estados Unidos para conhecer o país, porém o artefato encalha perto de uma ilhota em Massachusetts. Ele tenta pedir ajuda, mas os moradores da cidade acreditam estar sendo invadidos, levando o país ao pânico e quase provocando a Terceira Guerra Mundial.

## Produção

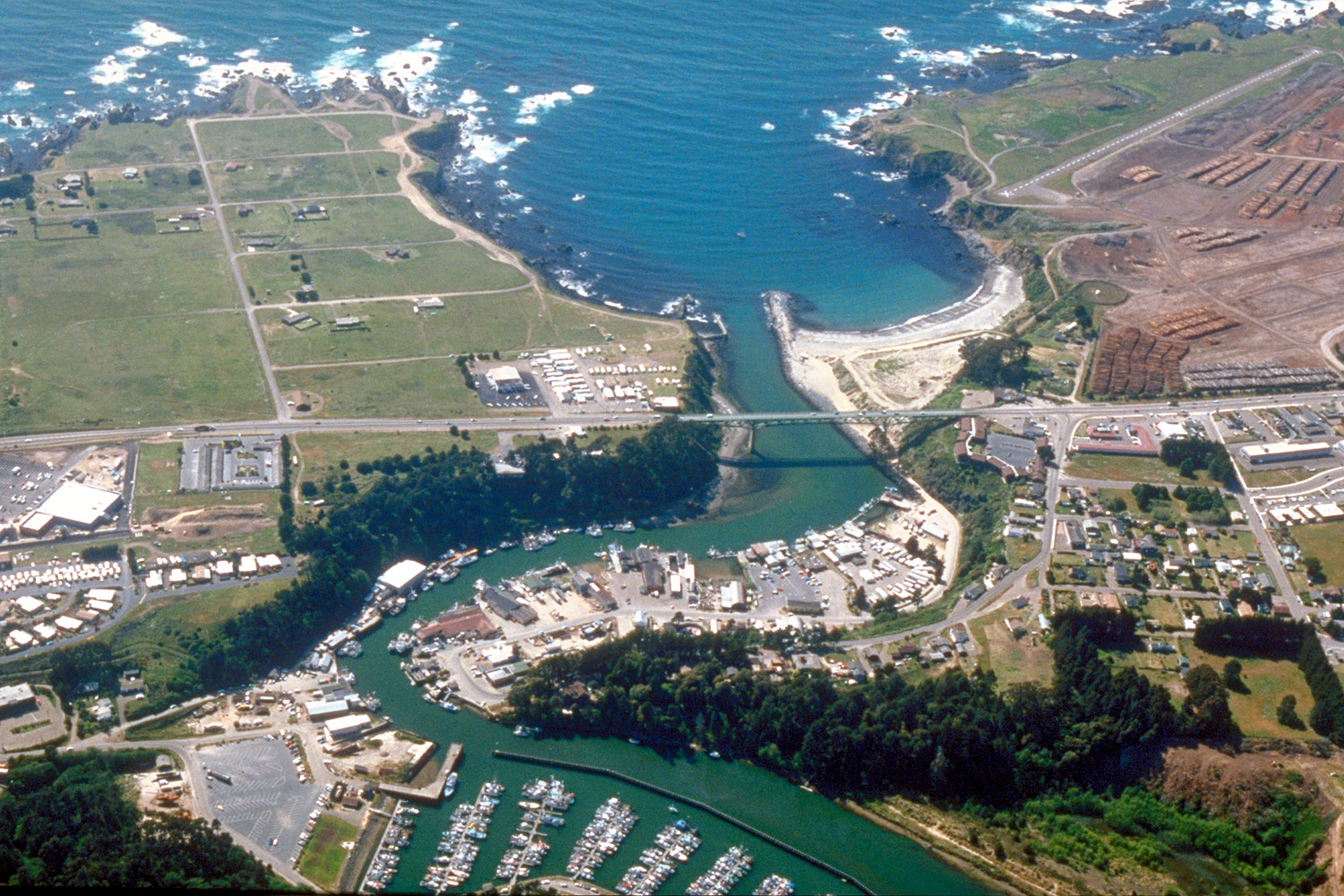
Vista aérea de Noyo Harbor, Califórnia, onde parte do filme foi realizado.

De acordo com Norman Jewison, o filme — lançado no auge da Guerra Fria — teve um impacto considerável tanto em Washington quanto Moscou. Foi um dos poucos que retrataram os russos de forma positiva. O Senador Ernest Gruening mencionou o filme em um discurso no Congresso, e uma cópia do mesmo foi exibido no Kremlin. De acordo com Jewison, quando exibido no sindicato dos roteiristas de cinema soviético, Sergei Bondarchuk foi às lágrimas.

## Recepção
De acordo com Rotten Tomatoes, o filme recebeu uma classificação de 81%, e é um dos pertencentes a filmografia de Jonathan Winters que recebeu os maiores elogios.

## Prêmios e indicações
| Prêmio             | Categoria                                               | Recipiente                   | Resultado |
| ------------------ | ------------------------------------------------------- | ---------------------------- | --------- |
| Globo de Ouro 1967 | Melhor filme - comédia ou musical                       | Norman Jewison (prod.)       | Venceu    |
| Globo de Ouro 1967 | Melhor roteiro                                          | William Rose                 | Indicado  |
| Globo de Ouro 1967 | Melhor ator - comédia ou musical                        | Alan Arkin                   | Venceu    |
| Globo de Ouro 1967 | Revelação masculina                                     | Alan Arkin                   | Indicado  |
| Globo de Ouro 1967 | Revelação masculina                                     | John Philip Law              | Indicado  |
| Oscar 1967         | Melhor filme                                            | Norman Jewison (prod.)       | Indicado  |
| Oscar 1967         | Melhor ator                                             | Alan Arkin                   | Indicado  |
| Oscar 1967         | Melhor roteiro adaptado                                 | William Rose                 | Indicado  |
| Oscar 1967         | Melhor edição                                           | Hal Ashby, J. Terry Williams | Indicado  |
| BAFTA 1967         | Melhor ator/atriz em ascensão                           | Alan Arkin                   | Indicado  |
| BAFTA 1967         | Filme que melhor incorpora princípios das Nações Unidas | Norman Jewison (prod.)       | Indicado  |